# 吴廷可
吴廷可（越南语：／，1857年—1923年）越南阮朝末期政治人物。他也是越南共和国首任总统吳廷琰和顺化教区总主教吴廷俶的父亲。

## 生平
吳廷可是廣平省廣寧府麗水縣大豐祿總大豐祿社（今屬麗水縣豐水社）人，嗣德十年（1857年）出生。吳廷可是天主教徒，早期在中圻欽使座擔任通事。成泰三年（1891年）十月，阮朝開始向在殖民政府工作的越南人對授職務，吳廷可以二項通事一職對授知府銜。後來，吳廷可擔任軍次商辦一職，隨阮紳在廣義、平定二省鎮壓勤王運動的義兵。成泰八年（1896年）四月，以軍功升太常寺卿。同年十二月，又擔任西字場掌教。後升禮部尚書，充任侍衛大臣。
成泰十五年（1903年）十二月，吳廷可任皇弟講習，教導宣化郡公阮福寶巑和皇十弟阮福寶嵰學習法語。成泰十八年（1906年）三月，成泰帝北巡，吳廷可充任扈從大臣。
成泰十九年（1907年）七月，法屬殖民政府聲稱成泰帝精神欠佳，廢黜成泰帝，另立成泰帝之子阮福永珊為維新帝。吳廷可堅決反對法國人廢除成泰帝。时人称“废君无可，掘墓无排”（Đày vua không Khả, Đào mả không Bài）。八月，吳廷可辭官回鄉。按當時阮朝規定，為官需滿三十五年才能致仕，吳廷可尚未滿年限而致仕，理當處罰。但以他早年隨阮紳出征，立有軍功，恩准他以侍衛大臣的身份致事，但不給退休俸祿。
維新七年（1913年），順化朝廷恢復了吳廷可禮部尚書的職務，並准他按禮部尚書致仕領取退休俸祿。
啟定八年正月初三日（1923年2月18日），吳廷可在廣平家中去世，壽六十六歲。順化朝廷以他從軍有功，掌管學場有勞為由，追贈他為協佐大學士。

## 家庭
吳廷可第一位妻子早逝无子女，第二位妻子为他生下了6个儿子和3个女儿。6个儿子是：吳廷魁、吴廷俶、吳廷琰、吳廷瑾、吳廷瑈、吳廷練。3个女儿是：吳氏交、吳氏協和吳氏黃。